# Paul Ladewig
Paul Ladewig (* 25. Oktober 1858 in Brest-Litowsk; † 30. März 1940 in Berlin) war ein deutscher Archivar und Bibliothekar.

## Leben
Paul Ladewig, Sohn eines Kaufmanns, studierte nach dem Abitur am Städtischen Gymnasium Danzig Geschichte und Germanistik an der Universität Berlin. Dort promovierte er 1882 mit einer Dissertation über Poppo von Stablo und die lothringisch-cluniacensische Klosterreform in der ersten Hälfte des 11. Jahrhunderts, die ein Jahr später auch im Buchhandel erschien. Er begann seine Berufslaufbahn als Wissenschaftlicher Hilfsarbeiter bei der Badischen Historischen Kommission in Karlsruhe. Im Juni 1883 trat er in den Dienst des Generallandesarchivs in Karlsruhe. Im Auftrag der Kommission bearbeitete er die Regesten zur Geschichte der Bischöfe von Konstanz. Der erste von insgesamt fünf Bänden von ihm und einem Mitautor wurde 1905 veröffentlicht.
1889 wechselte Ladewig als Assistent an die ebenfalls in Karlsruhe ansässige Badische Hof- und Landesbibliothek, die seit 1872 unter ihrem Direktor Wilhelm Brambach in eine moderne wissenschaftliche Gebrauchsbibliothek verwandelt wurde. Hier lernte Ladewig die Bibliothek als Dienstleistungsbetrieb kennen: Nicht für die Bücher, sondern für die Nutzer sollte sie da sein. Dieses Verständnis vom Zweck einer Bibliothek mag ihn dazu prädestiniert haben, 1898 das Angebot der Firma Krupp anzunehmen, in Essen eine moderne Allgemeinbibliothek nach dem Vorbild der angloamerikanischen Public Library aufzubauen. Die als Einheitsbücherei angelegte Kruppsche Bücherhalle machte ihren Leiter bald reichsweit bekannt und ließ ihn zu einem der Begründer der Bücherhallenbewegung in Deutschland werden. An vielen Bibliotheksgründungen dieser Zeit wirkte er als Berater mit.
Wegen Unstimmigkeiten mit der Firma Krupp zog Ladewig 1909 nach Berlin, wo er in das Unternehmen des Zeitungsverlegers August Scherl eintrat. Dieser hatte sich zum Ziel gesetzt, mittels guter Bücher und den Methoden des Kolportagebuchhandels zur Verbesserung der Volksbildung beizutragen. Doch schon wenige Jahre später schied Ladewig wieder aus und widmete sich publizistischer Tätigkeit. 1912 veröffentlichte er das Buch Die Politik der Bücherei, das zu seinem Hauptwerk wurde. 1914 erschien erstmals sein Katechismus der Bücherei, eine Sammlung von alphabetisch ordnenden Stichpunkten zur Büchereiarbeit. Sein Verständnis der benutzerfreundlichen Gebrauchsbibliothek stieß nicht nur auf Akzeptanz, sondern auch auf vehemente Kritik. Während des sog. bibliothekarischen Richtungsstreits vertrat sein Kontrahent Walter Hofmann von der Stadtbibliothek in Leipzig die Meinung, öffentliche Bibliotheken hätten eine erzieherische Funktion im Sinne der Volksbildung, während Ladewig die Aufgabe der Bibliothek auch in der Unterhaltung sah und den Benutzer weder bevormunden noch erziehen wollte.
1915 eröffnete sich Ladewig ein neues Arbeitsfeld. Die in Berlin neu geschaffene Stiftung „Zentralinstitut für Erziehung und Unterricht“ berief ihn zum Leiter der angegliederten „Zentrale für Volksbücherei“, zu der eine Bibliotheksschule gehörte, an der bis 1923 der Nachwuchs für den mittleren (nach späterem Verständnis gehobenen) Bibliotheksdienstes ausgebildet wurde. Als die Kurse eingestellt wurden, blieb Ladewig noch einige Jahre Leiter der Ausstellungs- und Lehrmittelabteilung sowie der Bibliothek und der Bücherschau im Zentralinstitut. Die Bibliothek baute er zu einer pädagogischen Fachbibliothek mit 35.000 Bänden aus.
Mit 73 Jahren ging Ladewig 1931 in den Ruhestand. Er kaufte das Landgut Sennewitzmühle bei Vietz (Witnica) an der Ostbahn (Warthebruch), wo er weiterhin publizistisch tätig blieb. Er starb am 30. März 1940 in Berlin. Paul Ladewig (evangelisch) war seit 1898 verheiratet mit Hedwig Müller aus Stein am Rhein und hatte vier Kinder.

## Veröffentlichungen (Auswahl)
- Poppo von Stablo und die Klosterreformen unter den ersten Saliern. 1883
- Regesta episcoporum Constantiensium = Regesten zur Geschichte der Bischöfe von Constanz. Band 1 bearb. von Paul Ladewig und Theodor Müller. 1895
- Pfälzer Goldschmiederechnungen des 16. Jahrhunderts. - In: Zeitschrift für die Geschichte des Oberrheins 43 (1889), S. 507–514
- Die Verwaltung und Einrichtung der Kruppschen Bücherhalle. 1905
- Politik der Bücherei. 1912. Neue Aufl. 1934
- Katechismus der Bücherei. 1914. 2. Aufl. 1922
- Die kleine Bücherei, ihre Verwaltung und Einrichtung. 1922
- Die Bibliothek der Gegenwart: eine Grundlegung und Einführung. 1923
- Die Bibliothek der Gegenwart. 1927
- Katechizm biblioteki. Bydgoszcz 2016 (Neuausgabe Deutsch, Polnisch, Englisch, mit Biographie und Rezeptionsgeschichte) (online)